# Theodor Hummel

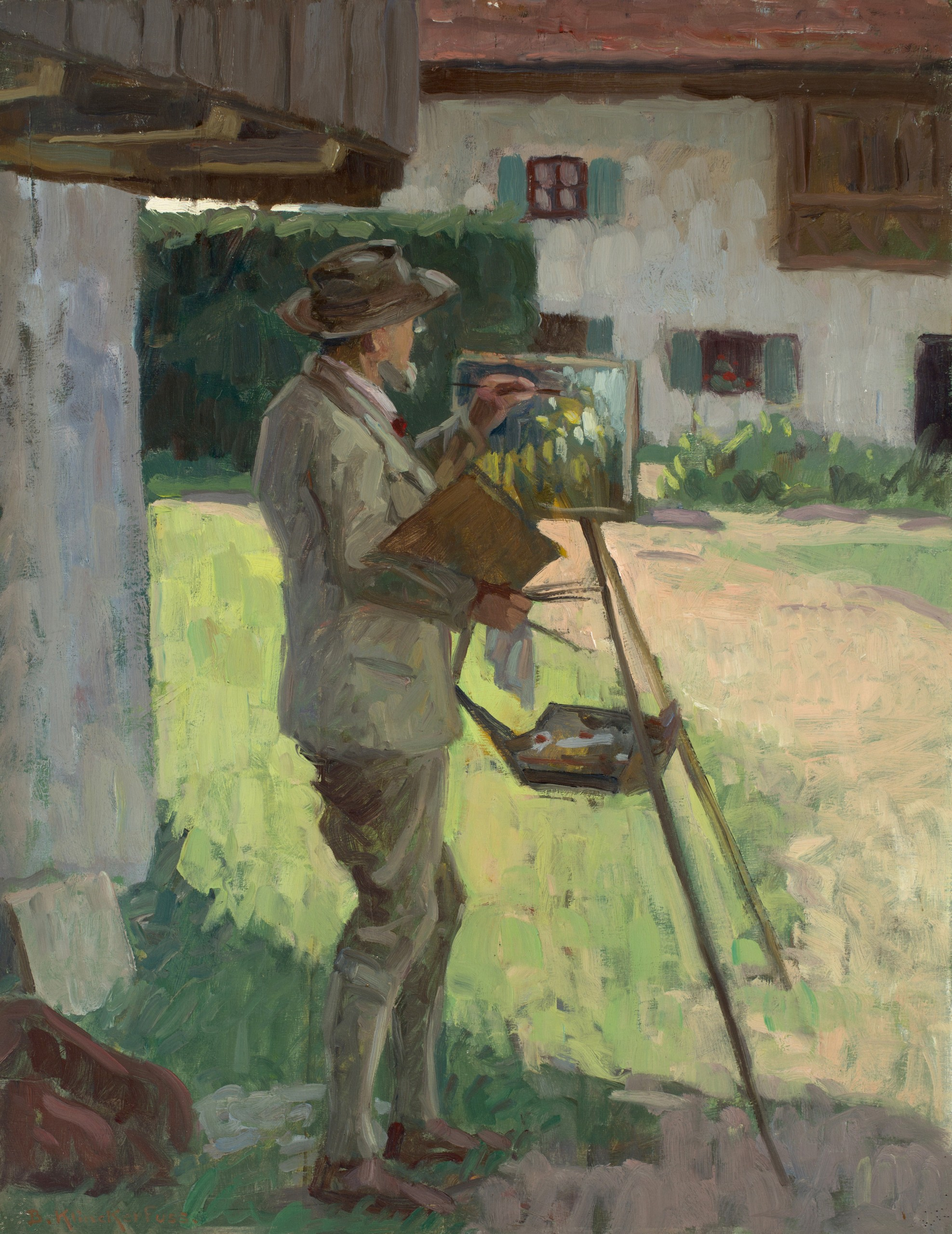
Theodor Hummel, porträtiert von Bernhard Klinckerfuß (um 1925)

Theodor Hummel (* 15. November 1864 in Schliersee; † 8. August 1939 in München) war ein deutscher Maler.

## Leben
Theodor Hummel war der Sohn eines Arztes. Er besuchte zunächst 1882/83 eine Vorbereitungsklasse an der Kunstgewerbeschule München und studierte dann von 1883 bis 1888 bei Nikolaus Gysis und Ludwig von Löfftz an der Münchner Akademie. Ab 1892 war er Mitglied der Münchner Sezession. Er gehörte auch der Berliner Secession an und war ordentliches Mitglied im Deutschen Künstlerbund.
Hummel lebte zunächst in Dießen am Ammersee und München, wo er ab 1893 ein Schüleratelier für Damen leitete. 1895 übertrug er die Leitung der Schule Olga Boznańska. 1903 zog Theodor Hummel nach Berlin und gründete dort mit Unterstützung von Walter Leistikow eine Malschule. Ein Jahr später, 1904, heiratete er Pauline Ritter († 1943). Er kehrte nach München zurück und unterrichtete 1905/06 und 1906/07 das Fach Landschaft an der dortigen Damenakademie des Münchner Künstlerinnenvereins. 1909 wurde er zum Professor ernannt.
Ab 1914 reiste Hummel in den Sommermonaten regelmäßig an den Chiemsee. Er wurde Mitglied der Künstlergemeinschaft „Die Frauenwörther“ auf Frauenchiemsee. 1925 wurde er zum Ehrenmitglied der Münchner Akademie ernannt. 1926 erwarb er ein Haus in Harras bei Prien am Chiemsee, nutzte im Winter aber weiterhin seinen Wohnsitz in München. Er reiste auch häufig nach Norddeutschland und Venedig, wo seine Hafenbilder entstanden. Von 1927 bis 1933 war er Gast der Künstlervereinigung „Die Welle“ in Prien am Chiemsee.

## Ausstellungen
Hummel debütierte 1890 mit dem Bild Mutterglück im Münchner Glaspalast. Danach nahm er weiterhin häufig an den dortigen Ausstellungen teil. Ab 1893 beschickte er regelmäßig Ausstellungen der Münchner Sezession. 1909 wurde er bei der internationalen Kunst-Ausstellung im Münchner Glaspalast mit einer Goldmedaille ausgezeichnet. Außerdem waren seine Werke bei der Großen Berliner Kunstausstellung und bei Ausstellungen des Deutschen Künstlerbundes (1910, 1912) zu sehen. Er nahm auch mehrfach an der Biennale di Venezia teil (1897, 1909, 1910, 1924). Einzelausstellungen hatte er unter anderem in der Galerie Brakl (1913), im Münchner Glaspalast (1927), Neue Pinakothek (1935, Sonderschau im Rahmen der Frühjahrs-Ausstellung der Münchner Sezession) und Münchener Kunstverein (1941). 1993 fand in der Galerie im Alten Rathaus in Prien am Chiemsee eine katalogbegleitete Gedächtnis-Ausstellung statt.

## Werk

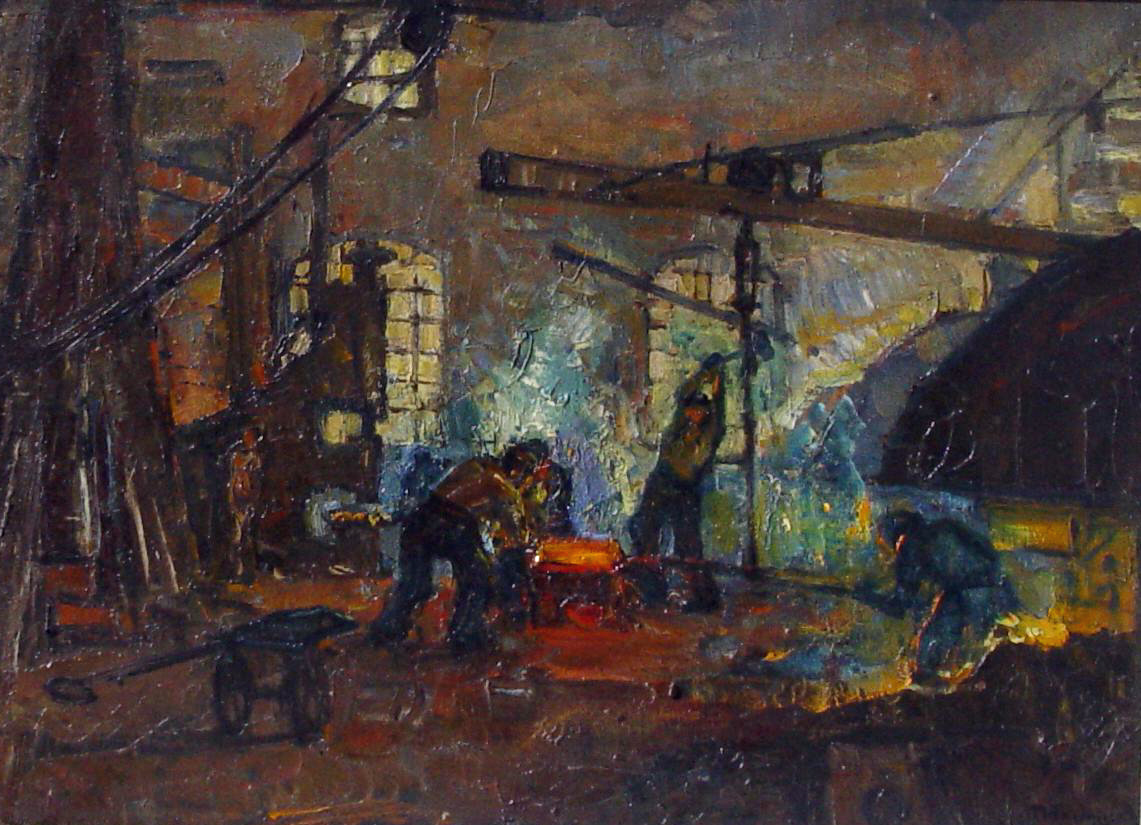
Theodor Hummel: In der Schmiede, um 1900

Hummel war ein Vertreter des Impressionismus. Er widmete sich fast allen Genres, malte Landschaften, Stillleben, Blumen- und Tierstücke, Figürliches, Porträts, Hafendarstellungen (Hamburg, Venedig) und atmosphärische Fabrikinterieurs. Dabei setzte er breite, pastose Pinselstriche und Spachtel in kontrastreichen, leuchtenden Farben (z. B. Tiefblau, Goldgelb, Feuerrot) ein. Werke von Hummel befinden sich unter anderem in den Sammlungen der Neuen Pinakothek in München, Städtische Galerie im Lenbachhaus und der Bayerischen Staatsgemäldesammlung.
Werke (Auswahl)
- Mutterglück, 1890 Ausstellung Münchner Glaspalast
- Am Totenbett der Mutter, 1891 Internationale Kunstausstellung Berlin, Ankauf Museum Barcelona
- Landschaft am Ammersee, 1903, Kunsthalle Bielefeld
- Geflügel-Stillleben, 1905, Öl auf Leinwand, 34,5 × 47,3 × 1,2 cm, Bezeichnung oben rechts: „Hummel 05“, Städtische Galerie im Lenbachhaus und Kunstbau München, Inventarnummer G 12245 (Schenkung 1957)
- Stillleben mit Geflügel, 1914, Öl auf Leinwand, 43,5 × 59 cm, Bayerische Staatsgemäldesammlungen – Neue Pinakothek München, Inventarnummer 8893 (1916 Erwerb bei Kunstausstellung der Münchner Secession)
- Perlhuhn, um 1927, Öl auf Pappe, 47,5 × 64,5 cm, Bayerische Staatsgemäldesammlungen – Neue Pinakothek München, Inventarnummer 9428 (1927 Ankauf bei Kunstausstellung der Münchner Secession)
- Mädchenbildnis, 1905, Öl auf Leinwand, 100 × 70 cm, Bezeichnung links unten: „Hummel / 05“, Österreichische Galerie Belvedere, Inventarnummer 788 (1907 Ankauf Secession, Wien)[7]
- Rotes Schiff im Hafen, um 1920/30, Öl auf Leinwand, 40,5 × 50 cm, Bayerische Staatsgemäldesammlungen – Neue Pinakothek München, Inventarnummer 11090 (1946 Erwerb als Vermächtnis aus Privatbesitz)
- Blumenstück, um 1931, Öl auf Leinwand, 66,5 × 55,2 cm, Bayerische Staatsgemäldesammlungen – Neue Pinakothek München, Inventarnummer 9721 (1931 Erwerb bei Kunstausstellung im Deutschen Museum München)[8]
- Selbstbildnis, Öl auf Leinwand, 85 × 52 cm, Bezeichnung am linken Bildrand: „Hummel“, Städtische Galerie im Lenbachhaus und Kunstbau München, Inventarnummer G 9077 (Ankauf 1943)
- Schreinerwerkstätte, Öl auf Leinwand, 87 × 67 cm, Bezeichnung links unten: „Hummel“, Städtische Galerie im Lenbachhaus und Kunstbau München, Inventarnummer G 9078 (Ankauf 1943)[9]
- Hamburger Hafen, Städtische Galerie Rosenheim
- Pfingstrosen, Städtische Galerie Rosenheim
- Porträt Dr. Bruno Knoll, Städtische Galerie Rosenheim[2]